# Goddard (Kansas)
Pour les articles homonymes, voir Goddard.
Goddard est une municipalité américaine située dans le comté de Sedgwick au Kansas.
Lors du recensement de 2010, sa population est de 4 344 habitants. La municipalité s'étend alors sur une superficie de 4,49 milles carrés (11,63 km2), dont 0,06 mille carré (0,16 km2) d'étendues d'eau.

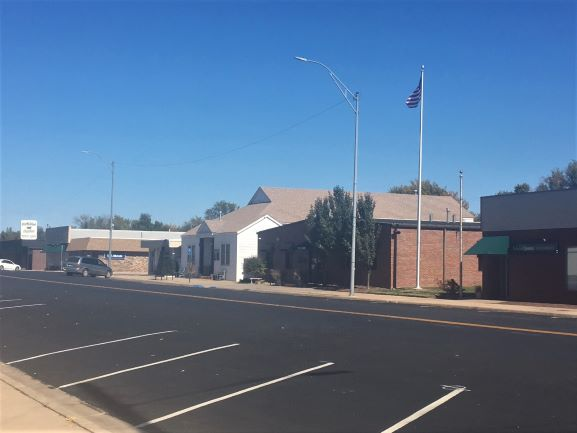
Goddard (2018)

La ville est fondée en 1883. Son bureau de poste ouvre en 1884 ; il est alors déplacé depuis Blendon où il était ouvert depuis 1875. Il doit son nom à J. E. Goddard, directeur général de l'Atchison, Topeka and Santa Fe Railway,, qui traverse la ville. Goddard devient une municipalité en 1910.